# Огл (округ, Іллінойс)
Шаблон:StateAbbr_ 42°02′ пн. ш. 89°19′ зх. д. / 42.04° пн. ш. 89.32° зх. д.
Округ  Огл (англ. Ogle County) — округ (графство) у штаті  Іллінойс, США. Ідентифікатор округу 17141.

## Історія
Округ утворений 1836 року.

## Демографія
За даними перепису 
2000 року 
загальне населення округу становило 51032 осіб, зокрема міського населення було 26543, а сільського — 24489.
Серед мешканців округу чоловіків було 25310, а жінок — 25722. В окрузі було 19278 домогосподарств, 14168 родин, які мешкали в 20420 будинках.
Середній розмір родини становив 3,07.
Віковий розподіл населення поданий у таблиці:
| Стать    | До 15 років | 15-21 | 22-29 | 30-39 | 40-49 | 50-65 | 65-85 | Понад 85 |
| -------- | ----------- | ----- | ----- | ----- | ----- | ----- | ----- | -------- |
| Чоловіки | 5813        | 2578  | 2098  | 3675  | 4203  | 4005  | 2684  | 254      |
| Жінки    | 5656        | 2262  | 2088  | 3834  | 3918  | 4047  | 3285  | 632      |

## Суміжні округи
- Віннебаго — північ
- Бун — північний схід
- Стівенсон — північний захід
- Декальб — схід
- Керролл — захід
- Лі — південь
- Вайтсайд — південний захід

## Виноски
1. ↑  US Decennial Census. US Census Bureau. Архів оригіналу за 26 квітня 2015. Процитовано 7 липня 2014.
2. ↑  Historical Census Browser. University of Virginia Library. Архів оригіналу за 11 серпня 2012. Процитовано 7 липня 2014.
3. ↑  Population of Counties by Decennial Census: 1900 to 1990. US Census Bureau. Процитовано 7 липня 2014.
4. ↑  Census 2000 PHC-T-4. Ranking Tables for Counties: 1990 and 2000 (PDF). US Census Bureau. Процитовано 7 липня 2014.
5. ↑  State & County QuickFacts. US Census Bureau. Архів оригіналу за 7 червня 2011. Процитовано 7 липня 2014.(англ.) Наведено за англійською вікіпедією.
6. ↑  American FactFinder. Бюро перепису населення США. Архів оригіналу за 26 лютого 2012. Процитовано 31 січня 2008.

| США | Це незавершена стаття з географії США. Ви можете допомогти проєкту, виправивши або дописавши її. |